# 宗谷海流

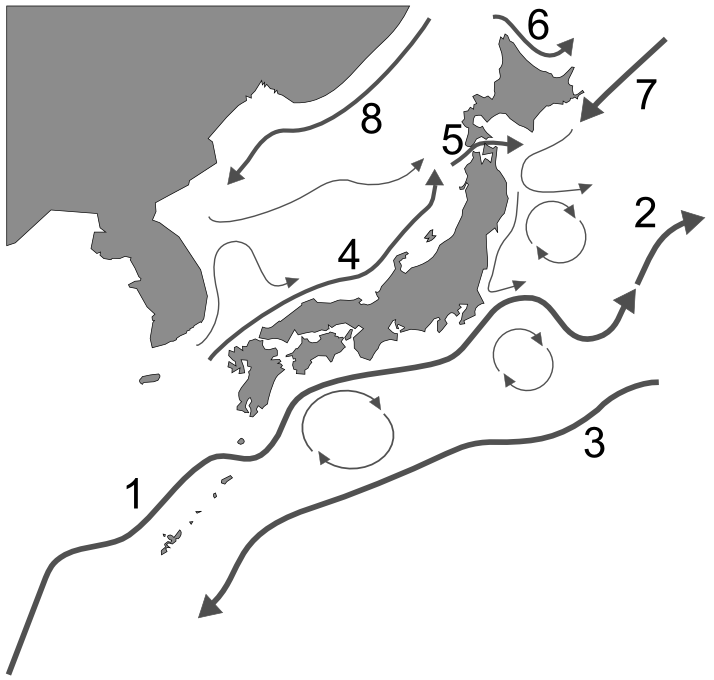
日本列島近海の海流
1. 黒潮 2.黒潮続流 3.黒潮反流 4.対馬暖流 5.津軽暖流 6.宗谷暖流 7.親潮 8.リマン (Liman) 寒流

宗谷海流（そうやかいりゅう）とは対馬海流の末流が宗谷海峡を通ってオホーツク海に入り、北海道の北東海岸に沿って南東に流れる海流のこと。宗谷暖流とも呼ばれる暖流であり、水温は年間を通じて4℃以上で、真夏には18℃近くにものぼる。中心部の塩分濃度は33.8‰程度。流速は春および秋には1.5ノット、夏には3ノットに達する。宗谷海流の区域は通常沿岸20海里以内で知床岬までは冬季を除き明瞭に見られるが、知床岬より東では一部は根室海峡を通って太平洋に出て、一部は北上して東樺太海流と混合してしまう。
宗谷海峡を挟んだオホーツク海と日本海の水位差により駆動されている（日本海側の水位がオホーツク海側の水位より高い）。この差は夏季に大きくなり、冬季にはかなり小さくなる。そのため夏季には流量の増加がおこり、冬季には減少するという季節変動を生じている。